# 62. ročník udílení Oscarů
62. ročník udílení Oscarů proběhl 26. března 1990 v Dorothy Chandler Pavilion (Los Angeles) a udílel ocenění pro nejlepší filmařské počiny roku 1989. Udílely se ceny ve 23kategoriích a producentem byl Gil Cates († 2011). Večer moderoval Billy Crystal.

## Nominace a vítězové
Vítězové v dané kategorii jsou uvedeni tučně.
| Nejlepší film | Nejlepší režie |
| --- | --- |
| Řidič slečny Daisy - Narozen 4. července - Společnost mrtvých básníků - Hřiště snů - Moje levá noha | Oliver Stone – Narozen 4. července - Woody Allen – Zločiny a poklesky - Peter Weir – Společnost mrtvých básníků - Kenneth Branagh – Jindřich V. - Jim Sheridan – Moje levá noha |
| Nejlepší herec | Nejlepší herečka |
| Daniel Day-Lewis jako Christy Brown – Moje levá noha - Kenneth Branagh – jako král Jindřich V. – Jindřich V. - Tom Cruise jako Ron Kovic – Narozen 4. července - Morgan Freeman jako Hoke Colburn – Řidič slečny Daisy - Robin Williams jako John Charles Keating – Společnost mrtvých básníků                                        | Jessica Tandy jako Daisy Werthan – Řidič slečny Daisy - Isabelle Adjani jako Camille Claudel – Camille Claudelová - Pauline Collins jako Shirley Valentine-Bradshaw – Shirley Valentinová - Jessica Lange jako Ann Talbot – Hrací skříňka - Michelle Pfeifferová jako Susie Diamond – Báječní Bakerovi hoši |
| Nejlepší herec ve vedlejší roli | Nejlepší herečka ve vedlejší roli |
| Denzel Washington jako Silas Trip – Glory - Danny Aiello jako Sal Frangione – Jednej správně - Dan Aykroyd jako Boolie Werthan – Řidič slečny Daisy - Marlon Brando jako Ian Mackenzie – Bílé období sucha - Martin Landau jako Judah Rosenthal – Zločiny a poklesky                                                                  | Brenda Fricker jako Bridget Fagan Brown – Moje levá noha - Anjelica Huston jako Tamara Broder – Nepřátelé: Příběh lásky - Lena Olin jako Masha – Nepřátelé: Příběh lásky - Julia Roberts jako Shelby Eatenton Latcherie – Ocelové magnólie - Dianne Wiest jako Helen Buckman – Rodičovství |
| Nejlepší původní scénář | Nejlepší adaptovaný scénář |
| Společnost mrtvých básníků – Tom Schulman - Zločiny a poklesky – Woody Allen - Jednej správně – Spike Lee - Sex, lži a video – Steven Soderbergh - Když Harry potkal Sally – Nora Ephron | Řidič slečny Daisy – Alfred Uhry - Narozen 4. července – Oliver Stone a Ron Kovic - Nepřátelé: Příběh lásky – Roger L. Simon a Paul Mazursky - Hřiště snů – Phil Alden Robinson - Moje levá noha – Jim Sheridan a Shane Connaughton |
| Nejlepší cizojazyčný film | |
| Bio Ráj (Itálie) – Giuseppe Tornatore - Camille Claudelová (Francie) – Bruno Nuytten - Ježíš z Montrealu (Kanada) – Denys Arcand - Memories of a Marriage (Dánsko) – Kaspar Rostrup - What Happened to Santiago (Portoriko) – Jacobo Morales                                                                                          | |
| Nejlepší dokument | Nejlepší krátký dokument |
| Common Threads: Stories from the Quilt – Rob Epstein a Bill Couturié - Adam Clayton Powell – Richard Killberg a Yvonne Smith - Crack USA: County Under Siege – Vince DiPersio a Bill Guttentag - For All Mankind – Al Reinert a Betsy Broyles Breier - Super Chief: The Life and Legacy of Earl Warren – Judith Leonard a Bill Jersey | The Johnstown Flood – Charles Guggenheim - Fine Food, Fine Pastries, Open 6 to 9 – David Petersen - Yad Vashem: Preserving the Past to Ensure the Future – Ray Errol Fox |
| Nejlepší krátký hraný film | Nejlepší krátký animovaný film |
| Work Experience – James Hendrie - Amazon Diary – Robert Nixon - The Child Eater – Jonathan Tammuz | Balance – Christoph Lauenstein a Wolfgang Lauenstein - The Cow – Aleksandr Petrov - Statek na kopci – Mark Baker |
| Nejlepší hudba | Nejlepší píseň |
| Malá mořská víla – Alan Menken - Narozen 4. července – John Williams - Báječní Bakerovi hoši – Dave Grusin - Hřiště snů – James Horner - Indiana Jones a poslední křížová výprava – John Williams | „Under the Sea“ – Malá mořská víla – Alan Menken, Howard Ashman - „After All“ – Je naděje – Tom Snow, Dean Pitchford - „The Girl Who Used to Be Me“ – Shirley Valentinová – Marvin Hamlisch, Alan a Marilyn Bergman - „I Love To See You Smile“ – Rodičovství – Randy Newman - „Kiss the Girl“ – Malá mořská víla– Alan Menken, Howard Ashman                                                                                          |
| Nejlepší zvukové efekty | Nejlepší zvuk |
| Indiana Jones a Poslední křížová výprava – Richard Hymns a Ben Burtt - Černý déšť – Milton Burrow a William Manger - Smrtonosná zbraň 2 – Robert G. Henderson a Alan Robert Murray | Glory – Donald O. Mitchell, Gregg Rudloff, Elliot Tyson a Russell Williams II - Propast – Don Bassman, Kevin F. Cleary, Richard Overton a Lee Orloff - Černý déšť – Donald O. Mitchell, Kevin O'Connell, Greg P. Russell a Keith A. Wester - Narozen 4. července– Michael Minkler, Gregory H. Watkins, Wylie Stateman a Tod A. Maitland - Indiana Jones a poslední křížová výprava – Ben Burtt, Gary Summers, Shawn Murphy a Tony Dawe |
| Nejlepší výprava | Nejlepší kamera |
| Batman – Anton Furst a Peter Young - Propast – Leslie Dilley a Anne Kuljian - Dobrodružství Barona Prášila – Dante Ferretti a Francesca Lo Schiavo - Řidič slečny Daisy – Bruno Rubeo a Crispian Sallis - Glory – Norman Garwood a Garrett Lewis                                                                                      | Glory – Freddie Francis - Propast – Mikael Salomon - Blaze – Haskell Wexler - Narozen 4. července – Robert Richardson - Báječní Bakerovi hoši – Michael Ballhaus |
| Nejlepší masky | Nejlepší kostýmy |
| Řidič slečny Daisy – Manlio Rocchetti, Lynn Barber a Kevin Haney - Dobrodružství Barona Prášila – Maggie Weston a Fabrizio Sforza - Táta – Dick Smith, Ken Diaz a Greg Nelson | Jindřich V. – Phyllis Dalton - Dobrodružství Barona Prášila – Gabriella Pescucci - Řidič slečny Daisy – Elizabeth McBride - Noci v Harlemu – Joe Tompkins - Valmont – Theodor Pištěk |
| Nejlepší střih | Nejlepší vizuální efekty |
| Narozen 4. července – David Brenner a Joe Hutshing - Medvěd– Noëlle Boisson - Řidič slečny Daisy – Mark Warner - Báječní Bakerovi hoši – William Steinkamp - Glory – Steven Rosenblum | Propast – Dennis Muren, Hoyt Yeatman, John Bruno a Dennis Skotak - Dobrodružství Barona Prášila – Richard Conway a Kent Houston - Návrat do budoucnosti II – Ken Ralston, Michael Lantieri, John Bell a Steve Gawley |